# Ar-Rifā‘
ar-Rifā‘ (arabiska: اَلرِّفَاع) är en ort i Bahrain. Den ligger i Södra provinsen, i den centrala delen av landet. Antalet invånare är 79 550.